# Horns (film)
Horns is een Amerikaans-Canadese film uit 2013 onder regie van Alexandre Aja. De film is gebaseerd op de gelijknamige roman van Joe Hill.

## Verhaal
Ig Perrish (Daniel Radcliffe) wordt ten onrechte beschuldigd van moord en verkrachting van zijn ex-vriendin Merrin. Na een zware nacht ontwaakt hij op een ochtend met een paar horens op zijn voorhoofd. Hij ontdekt dat hij daardoor ook diabolische krachten heeft en vreemden vertellen hem zonder aarzelen hun donkerste geheimen. Hij gebruikt deze krachten om op zoek te gaan naar de echte moordenaar.

## Rolverdeling
| Acteur                             | Personage                        |
| ---------------------------------- | -------------------------------- |
| Daniel Radcliffe / Mitchell Kummen | Ignatius "Ig" Perrish / jonge Ig |
| Juno Temple / Sabrina Carpenter    | Merrin Williams / jonge Merrin   |
| Max Minghella / Dylan Schmid       | Lee Tourneau / jonge Lee         |
| Joe Anderson / Jared Ager-Foster   | Terry Perrish / jonge Terry      |
| Kelli Garner / Laine MacNeil       | Glenna Shepherd / jonge Glenna   |
| James Remar                        | Derrick Perrish                  |
| Kathleen Quinlan                   | Lydia Perrish                    |
| Heather Graham                     | Veronica, de serveerster         |
| David Morse                        | Dale Williams                    |
| Michael Adamthwaite / Erik McNamee | Agent Eric Hannity / jonge Eric  |
| Alex Zahara                        | Dr. Renald                       |
| Kendra Anderson                    | Verpleegster Delilah             |
| Nels Lennarson                     | Agent Wallace Sturtz             |
| Don Thompson                       | Al O'Hara                        |
| Jay Brazeau                        | Eerwaarde Mould                  |

## Productie
Oorspronkelijk werd Shia LaBeouf gecast voor de hoofdrol maar later vervangen door Daniel Radcliffe. Het filmen begon in september 2012 en ging door op verschillende plaatsen in Brits-Columbia, Canada.

## Release en ontvangst
De film ging op 6 september 2013 in première op het Internationaal filmfestival van Toronto maar kwam pas officieel in de bioscopen vanaf september 2014. De film kreeg middelmatige kritieken van de filmcritici, met een score van 41% op Rotten Tomatoes, gebaseerd op 123 beoordelingen.